# Multi Role ERRV
Multi Role ERRV ist die Bezeichnung eines Offshoreversorgertyps der Reederei Sentinel Marine in Aberdeen im Vereinigten Königreich. Von dem Typ wurden jeweils vier Schiffe in den beiden Varianten Multi Role 61m ERRV und Multi Role 62m ERRV gebaut.
Die Schiffe können für verschiedene Aufgaben eingesetzt werden. In erster Linie werden sie aber für Sicherungsaufgaben und Rettungseinsätze („Standby Vessel“ und „Emergency Response and Rescue Vessel“ (ERRV)) bei Bohr- und Förderplattformen in Offshore-Öl- und Gasfeldern eingesetzt.

## Geschichte
Die ersten vier Schiffe des Typs Multi Role 61m ERRV wurden am 15. März 2013 mit einer Option auf vier weitere Schiffe bestellt. Gebaut wurden sie auf der chinesischen Werft Fujian Southeast Shipyard. Der Bau der ersten vier Schiffe begann mit dem ersten Stahlschnitt am 17. Juli 2013. Die Schiffe wurden zwischen Januar 2015 und Februar 2016 abgeliefert.
Statt weiterer vier Schiffe des Typs Multi Role 61m ERRV wurden am 9. April 2014 vier Schiffe des Typs Multi Role 62m ERRV bestellt. Die Schiffe wurden vom Schiffsarchitektenbüro Focal Marine & Offshore in Singapur entworfen und hier als „Focal 531“ bezeichnet. Diese Schiffe wurden auf der chinesischen Werft Cosco Shipping Heavy Industry (Dalian) Co. gebaut. Der Bau begann mit dem ersten Stahlschnitt am 18. Oktober 2014.
Die Schiffe waren Teil eines rund 110 Mio. £ umfassenden Investitionsprogramms von Sentinel Marine. Die Schiffe wurden u. a. mithilfe einer Finanzierung von der Clydesdale Bank und der NORD/LB in Höhe von 28 Mio. £ gebaut.

## Beschreibung
Die Schiffe werden durch zwei Zwölfzylinder-Dieselmotoren des Herstellers Caterpillar (Typ: 3512C-HD) angetrieben, die über Untersetzungsgetriebe auf zwei Verstellpropeller mit Kortdüse wirken. Beide Antriebsstränge können unabhängig voneinander arbeiten und bieten den Schiffen so einen redundanten Antrieb. Die Schiffe sind im Bugbereich mit einer einziehbaren Propellergondel sowie mit je einer Querstrahlsteueranlage im Bug und Heck ausgerüstet. Die Schiffe verfügen über ein System zur dynamischen Positionierung.
Für die Stromerzeugung stehen drei Dieselgeneratorsätze und zwei Wellengeneratoren zur Verfügung. Die Motoren treiben Leroy-Somer-Generatoren an. Außerdem wurde ein Notgenerator verbaut.
Die Decksaufbauten befinden sich in der vorderen Hälfte der Schiffe. Hinter den Decksaufbauten befindet sich ein offenes Arbeitsdeck. An Deck sind zwei Spills und zwei Winden installiert. Als Hebewerkzeug steht ein hydraulisch betriebener Kran zur Verfügung, der hinter den Decksaufbauten angebracht ist.
Insgesamt verfügen die Schiffe über fünf Decks. Das Decklayout der beiden Typen unterscheidet sich geringfügig. Unterhalb des Hauptdecks befinden sich u. a. der Maschinenraum und der Maschinenkontrollraum. Im vorderen Bereich des Schiffes ist ein Raum mit 75 Sitzplätzen untergebracht. Auf dem Hauptdeck befindet sich das offene Arbeitsdeck sowie ein Hospital, ein Ruhe- und Erholungsraum mit 26 Betten sowie Duschen und Toiletten. Außerdem sind hier Messe, Kombüse und verschiedene Lagerräume untergebracht. Bei den Schiffen des Typs Multi Role 61m ERRV befindet sich neben der Messe noch ein Aufenthaltsraum. Auf den beiden über dem Hauptdeck liegenden Decks sind die Unterkünfte für die Schiffsbesatzung eingerichtet. In weiteren Räumen sind u. a. eine Umkleide für die Besatzungsmitglieder, ein Fitnessraum und Lager- und Betriebsräume untergebracht. Bei den Schiffen des Typs Multi Role 61m ERRV ist hier auch eine Wäscherei untergebracht, die sich bei den Schiffen des Typs Multi Role 62m ERRV auf dem Hauptdeck befindet. Bei diesen Schiffen findet sich hier zusätzlich eine Sauna. Auf dem obersten Deck befindet sich die Kommandobrücke.
Vor der Kommandobrücke und auf dem Arbeitsdeck befinden sich Bereiche, die für den Transfer von Personen oder Material per Helikopter vorgesehen sind. Die Back der Schiffe ist gedeckt und bietet der Besatzung bei An- und Ablege- sowie Ankermanövern Wetterschutz.
Im Mittschiffsbereich befinden sich Rettungszonen auf beiden Seiten der Schiffe. Hier können Netze angebracht werden, über die Personen im Wasser an Bord klettern können. Außerdem sind die Schiffe mit einem Rettungsnetz für im Wasser treibende Personen, einem Rettungskorb für sechs Personen sowie einem Leinenwurfgerät ausgestattet.
Die Schiffe sind mit zwei Beibooten ausgerüstet, davon ein schnelles Bereitschaftsboot, das z. B. für Rettungseinsätze benötigt wird. Die Beiboote sind in Davits aufgehängt, mit Hilfe derer sie zu Wasser gelassen und wieder aufgenommen werden können. Es besteht die Möglichkeit, ein weiteres Bereitschaftsboot mitzuführen, das mit dem Kran zu Wasser gelassen und wieder aufgenommen werden kann.
Die Schiffe können auch in der Bekämpfung von Gewässerverschmutzungen eingesetzt werden. Die Schiffe des Typs Multi Role 62m ERRV sind für die Bekämpfung von Ölunfällen ausgerüstet, die Schiffe des Typs Multi Role 61m ERRV können bei Bedarf entsprechend ausgerüstet werden.

## Technische Daten

### Multi Role 61m ERRV
Die Leistung der Antriebsmotoren beträgt jeweils 1425 kW. Der Antriebsmotor der Propellergondel leistet 500 kW, die Querstrahlsteueranlagen jeweils 400 kW.
Die Dieselgeneratoren verfügen über jeweils 500 kW Leistung, die Wellengeneratoren über jeweils 600 kW Leistung. Der Notgenerator leistet 80 kW.
Das offene Arbeitsdeck ist rund 325 m² groß. Es kann mit 7 t/m² belastet werden. Insgesamt können an Deck 500 t geladen werden. Die Spills verfügen über je 5 t, die Winden über je 10 t Zugkraft. Der Kran kann bis zu 10 m Auslage 4 t und bis zu 14 m Auslage 2 t heben.
An Bord der Schiffe ist Platz für 25 Besatzungsmitglieder, die in fünf Einzel- und zehn Doppelkabinen untergebracht werden können.
Der Pfahlzug der Schiffe beträgt 30 t.

### Multi Role 62m ERRV
Die Leistung der Antriebsmotoren beträgt jeweils 1400 kW.  Der Antriebsmotor der Propellergondel leistet 500 kW, die Querstrahlsteueranlagen jeweils 400 kW.
Die Dieselgeneratoren verfügen über jeweils 400 kW Leistung, die Wellengeneratoren über jeweils 700 kW Leistung. Der Notgenerator leistet 84 kW.
Das offene Arbeitsdeck ist rund 400 m² groß. Es kann mit 7,5 t/m² belastet werden. Insgesamt können an Deck 600 t geladen werden. Spills und Winden verfügen über je 5 t Zugkraft. Der Kran kann bei 13 m Auslage 3 t heben.
An Bord der Schiffe ist Platz für 26 Besatzungsmitglieder, die in vier Einzel- und elf Doppelkabinen untergebracht werden können.
Der Pfahlzug der Schiffe beträgt 30 t.

## Schiffe

### Multi Role 61m ERRV
| Multi Role 61m ERRV | Multi Role 61m ERRV | Multi Role 61m ERRV | Multi Role 61m ERRV                               |
| Bauname             | Baunummer           | IMO-Nummer          | Kiellegung Stapellauf Ablieferung                 |
| ------------------- | ------------------- | ------------------- | ------------------------------------------------- |
| Cygnus Sentinel     | SK85                | 9696644             | 6. Mai 2014 23. August 2014 14. Februar 2015      |
| Fastnet Sentinel    | SK86                | 9696656             | 30. Mai 2014 29. September 2014 27. Januar 2015   |
| Lundy Sentinel      | SK87                | 9696668             | 27. August 2014 22. Dezember 2014 19. August 2015 |
| Forties Sentinel    | SK88                | 9696670             | 29. Juli 2014 4. April 2015 25. Februar 2016      |

### Multi Role 62m ERRV
| Multi Role 62m ERRV | Multi Role 62m ERRV | Multi Role 62m ERRV | Multi Role 62m ERRV                            | Multi Role 62m ERRV        |
| Bauname             | Baunummer           | IMO-Nummer          | Kiellegung Stapellauf Ablieferung              | Umbenennungen und Verbleib |
| ------------------- | ------------------- | ------------------- | ---------------------------------------------- | -------------------------- |
| Portland Sentinel   | SK97 (N533)         | 9761413             | 28. Februar 2015 5. Oktober 2015 15. Juli 2016 |                            |
| Biscay Sentinel     | SK96 (N532)         | 9761401             | 28. Februar 2015 12. April 2016 14. März 2018  | 2022: Ocean Guardian       |
| Bailey Sentinel     | SK98 (N534)         | 9761425             | 10. Juni 2015 24. November 2016 9. Juli 2018   | 2022: Ocean Sentinel       |
| Malin Sentinel      | SK99 (N535)         | 9761437             | 28. Oktober 2016 2. Juni 2017 23. Juni 2020    | 2022: Ocean Protector      |

Die Schiffe werden unter der Flagge des Vereinigten Königreichs betrieben. Heimathafen ist Aberdeen.
Die Schiffe sind für den Einsatz in Offshore-Öl- und Gasfeldern gebaut und werden auch überwiegend in diesem Bereich eingesetzt.
Die Fastnet Sentinel war 2016 für knapp ein Jahr an die Grenzschutzabteilung Border Force des Home Office des Vereinigten Königreichs verchartert und wurde im Mittelmeer für die Rettung von Flüchtlingen eingesetzt. Im Zuge des Einsatzes wurden über 1000 Menschen aus Seenot oder gefährlichen Situationen gerettet.
Die Lundy Sentinel war ab Anfang 2018 an die Europäische Fischereiaufsichtsagentur verchartert. Der Chartervertrag lief zunächst über zwei Jahre mit der Option zur Verlängerung um zweimal ein weiteres Jahr. Das Schiff wurde europaweit in der Fischereiaufsicht eingesetzt und konnte auch für Aufgaben der Küstenwache, Grenzkontrolle, für SAR-Einsätze und bei Gewässerverunreinigungen eingesetzt werden.
Anfang 2023 charterte die Europäische Fischereiaufsichtsagentur drei Einheiten des Typs Multi Role 62m ERRV, die wieder für die Fischereiaufsicht in europäischen Gewässern sowie auch für Aufgaben der Küstenwache wie die Meeresüberwachung, die Bekämpfung von Gewässerverunreinigungen und die Unterstützung bei SAR-Einsätzen genutzt werden. Die Schiffe wurden zunächst für 24 Monate gechartert mit der Möglichkeit, die Charterdauer auf bis zu sechs Jahre zu verlängern. Die Schiffe waren zuvor für ihre neue Aufgabe in Ocean Guardian, Ocean Sentinal und Ocean Protector umbenannt worden.